# Schaus Ice Rises
Die Schaus Ice Rises sind eine Gruppe kleiner Eiskuppeln an der Küste der westantarktischen Alexander-I.-Insel. Sie ragen in ost-westlicher Ausrichtung unmittelbar vor der Nordseite der Eroica-Halbinsel aus dem Wilkins-Schelfeis auf.
Der United States Geological Survey kartierte sie anhand von Luftaufnahmen der United States Navy aus den Jahren von 1967 bis 1968 sowie Landsat-Aufnahmen aus den Jahren 1972 und 1973. Das Advisory Committee on Antarctic Names benannte sie nach Commander Richard Schaus von der US Navy, Verantwortlicher für Luftoperationen in der Abteilung für Polarprogramme bei der National Science Foundation von 1979 bis 1980.